# Lukáš Magera
Lukáš Magera (Ostrava, 17 gennaio 1983) è un calciatore ceco, attaccante dello Slovan Poděbrady.

## Carriera

### Nazionale
Il 5 giugno 2009 ha esordito in nazionale durante un incontro amichevole contro Malta.

## Palmarès

### Club

#### Competizioni nazionali
- Campionato ceco: 1

Baník Ostrava: 2003-2004
- Coppa della Repubblica Ceca: 1

Mladá Boleslav: 2015-2016